# Trichoniscoides subterraneus
Trichoniscoides subterraneus är en kräftdjursart som beskrevs av Albert Vandel 1946C. Trichoniscoides subterraneus ingår i släktet Trichoniscoides och familjen Trichoniscidae. Inga underarter finns listade i Catalogue of Life.